# ماتيوس ليما كروز
ماتيوس ليما كروز هو لاعب كرة قدم برازيلي في مركز الهجوم، ولد في 18 يناير 1993 في Iturama ‏ في البرازيل. لعب مع سبورت ريسيفي ونادي سكندربيو كورتشه ونادي غواراني ونادي كوكسي.

## وصلات خارجية
- ماتيوس ليما كروز على موقع قاعدة بيانات كرة القدم.إي يو (الإنجليزية)
- ماتيوس ليما كروز على موقع Soccerbase.com (لاعب) (الإنجليزية)
- ماتيوس ليما كروز على موقع Soccerway.com (الإنجليزية)
- ماتيوس ليما كروز على موقع عالم كرة القدم.نت (الإنجليزية)